# Aleksandr Aleksándrov (compositor)
Aleksandr Vasílievich Aleksándrov (ruso: Александр Васильевич Александров), (1883-1946) fue un compositor y militar soviético.
Aleksandr Vasílievich Aleksándrov, conocido como Sasha, fue un relevante compositor y militar, que llegó al grado de Mayor general del ejército de la Unión Soviética. Fue el compositor del himno de la Unión Soviética, que tras la disolución de la URSS pasó a ser el   Himno de Rusia.  Fue el director del Coro del Ejército Rojo desde su fundación en 1928 hasta 1946.
Miembro de la Unión de Compositores soviéticos. En 1937, fue nombrado Artista del Pueblo de la URSS. Ostenta dos premios Stalin de primer grado, uno otorgado en 1942 y el otro en 1946, la Orden de Lenin otorgada en 1943, la Orden de la Bandera Roja del Trabajo otorgada en 1939 y la Orden de la Estrella Roja otorgada en 1935 entre otros galardones. En 1943 llegó al rango de Mayor General.

## Biografía
Aleksandr Aleksándrov nació en el seno de una familia campesina, en Plájino, óblast de Riazán, Distrito Federal Central de Rusia, entonces  provincia de Riazán, Gobernación de Riazán, del Imperio ruso,  el 1 (13 en el calendario juliano) de abril de 1883 (aunque otras fuentes señalan el 20 de marzo de se mismo año). Estudió en la escuela local desde 1890 hasta 1891 donde comenzó a cantar en el coro escolar. En 1892 se trasladó junto a su familia a San Petersburgo y entró a formar parte del coro de la catedral de Kazán. Cursó estudios de canto en esa agrupación graduándose en 1898. Un año antes había ingresado en la Corte Chapel (hoy la Escuela Coral Glinka) donde en 1900 recibió el título de "regente". Ingreso en el Conservatorio de San Petersburgo donde recibió clases de composición de A. Glazunov y AK Liadov. E
En 1902 abandona los estudio del conservatorio por problemas económicos comenzando a trabajar en Bologoye como director del coro de la catedral y profesor de arte coral en varias escuelas. En 1906 se traslada a Tver  (un importante centro industrial y de transporte situado en la confluencia de los ríos Volga, Tvertsá y T´máka), allí trabaja como regente del coro de la catedral y lleva a cabo una serie de acciones educativas. En ese tiempo escribe el poema sinfónico "La muerte y la vida".
En 1909 se traslada a Moscú y reanuda sus estudios en el Conservatorio de moscovita donde se gradúa en 1913 con medalla de plata en composición (asignatura impartida por SN Vasilenko) y en canto en 1916 (asignatura impartida por W. Masetti).
En 1913 vuelve a Tver donde participa como solista, director de orquesta y de coro en varias óperas entre las que están La dama de picas (1913), en Eugene Onegin (1914), ambas de I.Chaykovskiy, Fausto,  la vida por el zar y Mermaid. También organizó y dirigió la escuela de música de Tver.
De 1918 a 1922 fue regente de Cristo Salvador. En los años 1919-1930 - el maestro de la composición y la escuela de música de coro lleva el nombre de A. Scriabin (ahora el Colegio de Música Académica del Conservatorio de Moscú. También desde 1919 asistente de jefe del Grupo 2 del primer Coro de Estado (ahora el coro académico Estado de Rusia el nombre de AA Yurlov). Fue maestro de capilla del Teatro de Cámara entre 1922 y 1928 y consultor de la Ópera de Estado entre 1928 y 1930. 
En 1928 es designado director artístico del coro del Ejército Rojo que se acababa de crear, con esta agrupación recorrió toda la Unión Soviética y otros países, ganando en 1937 el gran premio del mundial de París. Participa, junto a VM Blazevic, en la creación y desarrollo de la difusión musical dentro del estamento militar de la URSS.
Desde 1936 es director artístico del grupo de Canción y Danza TSDKZH e inicia en 1937 la agrupación de canción y baile del palacio de la Ciudad los Pioneros y octubre de Moscú, hoy agrupación de Canción y Danza V. Loktev AS.
En 1942 compuso el  Himno del Partido bolchevique que luego usó en 1943 para crear el  Himno Nacional de la Unión Soviética, con letra de  Serguéi Mijalkov y  G. El-Registan,  que se adoptó oficialmente el 1 de enero de 1944. En el año 2001, con una letra diferente, pasó a ser el himno nacional de la Federación rusa.
Durante la Segunda Guerra Mundial (conocida en la URSS y Rusia como "Gran Guerra Patria") compuso la canción de guerra Svyaschénnaya Voyná, Guerra Sagrada en castellano, la más popular canción  contra la invasión nazi  de la Gran Guerra Patria,  entre otras. 
Aleksandr Aleksándrov murió, en el transcurso de una gira realizada por el Coro del Ejército Rojo,  en Berlín (Zona de Ocupación Soviética de Alemania) el 8 de julio de 1946 (algunas fuentes señalan el día 9) víctima de un ataque al corazón. Fue enterrado en el cementerio de Novodevichy (parcela número 3).

### La familia de Aleksandr Aleksándrov
Aleksandr Aleksándrov se casó con Ksenia Morózova que era corista en el Coro de la Catedral Bologoye. Con ella tuvo tres hijos:
- Borís Aleksándrovich Aleksándrov (1905-1994), fue  compositor, director, profesor, Artista del Pueblo de la URSS en 1958, Orden de Lenin en 1978 y el Premio Stalin en 1950, Héroe del Trabajo Socialista en 1975, mayor general en 1973, el director artístico y director principal del conjunto de la Bandera Roja entre 1946 y 1986.

- Vladímir A. Aleksándrov (1910-1978), fue compositor, director, artista homenajeado de la RSFSR en 1949, artista homenajeado de la RSFSR en 196), director y director de la orquesta de la Bandera Roja entre 1942 y 1968.

- Aleksandr A. Aleksándrov (1912-1942), fue compositor, director, director de orquesta de la Bandera Roja entre 1938 y 1942.

Con su segunda esposa, Liudmila Civil Lavrova que era bailarina, tuvo un hijo:
- Yuri A. Aleksándrov  (1939-)

Tiene dos nietos;  Yuri Alexandrovich y Oleg, también trabajaron en el conjunto, Evgeny Vladimirovich, director y restaurador del Museo de la Bandera Roja y el conjunto de la familia de Alexander.

## Obra
La obra de Aleksandr Aleksándrov fue muy extensa y muchas de sus composiciones son muy populares y reconocidas, no solo en Rusia y otros estados nacidos de la URSS, sino internacionalmente. El Himno oficial de la Unión Soviética, actualmente Himno nacional de Rusia, es uno de a los himnos nacionales más conocidos y con mejor valoración. Canciones como "Guerra sagrada" (Svyaschénnaya Voyná) están arraigadas en el florclore popular y cuentan con una grana aceptación.

### Algunas obras entre 1911 y 1945
- Himno cinco (Гимн пятилетки).
- Tren brindado (Бронепоезд).
- Transbaikal (Забайкальская) (ff. S. Alymova).
- Himno del Partido Bolchevique  (Гимн партии большевиков) (w. V. Lebedev-roja Bunting , 1938).
- Batir el cielo, aviones  (Бейте с неба, самолёты) (ff. S. Alymova).
- Rifle (Винтовка).
- Cantata de Stalin (Кантата о Сталине) (ff. M. Inyushkina).
- ¡La caminata! ¡La caminata! (В поход!).
- Recordemos compañeros Individual (Вспомним-ка товарищи) (ff. S. Alymova).
- Svyaschénnaya Voyná, "Guerra santa" (Священная война)(cl. V. Lebedev-Bunting rojo, 1941).
- Golpe (Ударом на удар).
- Para la gran tierra Soviética (За великую землю Советскую) (w. Bunting V. Lebedev-rojo, 1941).

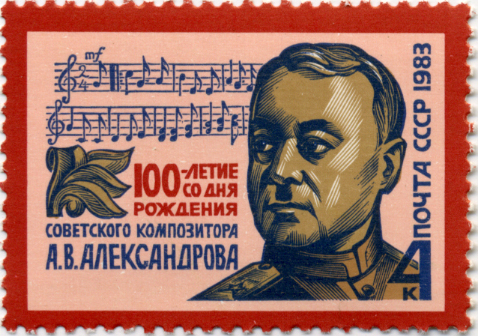
Sello conmemorativo de la figura de Aleksandr Aleksándrov editado en la URSS en 1983.

- Canción de la Unión Soviética (Песнь о Советском Союзе) (ff. M. hambriento , 1942).
- La sagrada bandera de Lenin (Святое Ленинское знамя) (cl. Kolycheva O., 1942).
- Gloria a la Unión Soviética (Слава Советскому Союзу).
- 25 años del Ejército Rojo, Invencible y legendario (25 лет Красной Армии, Несокрушимая и легендарная)(ss. Kolycheva AO).
- Canto de la Patria (Песня о Родине).
- Gloria a nuestro país Soviético (Славься Советская наша страна).
- Florece, Unión Soviética (Цвети, Советская страна) (cl. Bunting B. Lebedev-rojo, 1943).
- Nuestra Guardia (Наша гвардия) (cl. A. Argo , 1944).
- Canto de victoria (Песня победы) (letras. Shilov, 1945).
- La vida se ha convertido en mejor (Жить стало лучше) (cl. V. Lebedev-roja Bunting, 1936).
- ECHELON (Guardia Roja batalla) (Эшелонная (Боевая красногвардейская)) (ss. Kolycheva AO).
- Canción del comisionado militar (Песня о военном комиссаре) (f. O. Kolycheva).
- La noche azul (Голубая ноченька) (f. S. Alymova, 1933).
- Volzhskaya Burlatskii (Волжская бурлацкая) (cl. Kolycheva O., 1933).
- Canción sobre Stalin (Песня о Сталине) (ff. S. Alymova).
- Gritos de guerra guerrilleros (Боевая песня партизан).
- Canciones marineras (Canción del Mar) (Песня краснофлотцев (Морская песня)) (ss. N. Labkovsky, 1943).
- Batalla del lago Jasán (Бой у озера Хасан) (ff. S. Alymova).
- Cancioncillas lejanas (Дальневосточные частушки).
- En el gris mar Caspio (На Каспийском сером море) (ff. S. Alymova).
- Tsaritsin voló en Vrana (Muerte partidista) (Налетели на Царицын враны (Смерть партизана)) (ss. Kolycheva AO).
- Sobre Papanin (Gloria a los valientes) (О папанинцах (Слава храбрым)) (ss. B. Lebedev-roja Bunting).
- Tribu de Eagle (Орлиное племя) (cl. B. Lebedev-roja Bunting).
- Guerrilla (Партизанская).
- Canción de la 5ta división (Песня 5-й дивизии) (ff. S. Alymova).
- Canción del 11º ejército (Песня 11-й армии).
- 2ª División canción Amur  (Песня 2-й Приамурской дивизии)(ff. S. Alymova , 1929).
- Canción 32 ª División (Песня 32-й дивизии) (ff. S. Alymova).
- Canción de la división Krasnogvardeyskaya (Песня Красногвардейской дивизии) (cl. A. Meyer, 1941).
- Canción del Lazo (Песня о Лазо) (cl. B. Grain, 1938).
- A un lado nativa (Сторонка родная).
- Canción del Mariscal Rokossovsky (Песня о маршале Рокоссовском).
- Cantata ganadora solemne (Торжественная победная кантата).
- Cancioncilla sobre cancioncilla  (Частушки о частушке)(cl. Irkutova A., 1931).
- Canción del Donbass (Miner) (Песня о Донбассе).
- Lёtnaya heroica (Героическая лётная) (ff. S. Alymova, 1934).
- La muerte de "Chelyuskin" (Гибель «Челюскина»).
- Cancioncillas Zabaykalskie (Забайкальские частушки) (ff. S. Alymova, 1935).
- Canción de Klim Voroshilov (Песня о Климе Ворошилове) (f. O. Kolycheva y Shilov, 1938).
- Artilleros Marsh (Марш артиллеристов) (cl. A. Shilov y Shuvalov, 1941).
- Campamento Plyasova (Плясовая походная) (ff. D. Gray, 1944).

### Música sacra
- Cristo ha resucitado,  poema para coro, orquesta, solistas y órgano (1918).
- Concierto Ten piedad de mí, oh Dios  (1926).
- 6 cánticos de la Liturgia.
- 2 cantos de la Semana "blagorazumnago Rogue" Santo.
- 8 cantos Vigilia.
- "Magnificat", San Nicolás el Milagroso.
- "Alabado sea el nombre del Señor".

### Ópera
- Rusalka ópera de A. Pushkin (tesis de diploma, 1913).
- La muerte de Iván el Terrible ópera en tres actos basada en la obra de Alexei Tolstoi (1913, sin terminar)

### Para solistas, coro y orquesta.
- Poema de Ucrania" (f. O. Kolycheva.

### Para orquesta
- La muerte y la vida poema sinfónico(1911).
- Symphony -moll fis  en 3 partes (1912).

### Otras obras
- Sonata para violín y piano (1.ª edición - 1913, 2.ª edición - 1924).
- Concierto para coro en cuatro partes (1917).

Canciones
- División de Krasnodar 22 (1928).
- El primer caballo (1929).
- Bandera Roja Especial Extremo Ejército de Oriente (1929).
- Flota canción Rojo (1929).
- La canción de la Magnitogorsk (1930)
- La 7ª División de la Bandera Roja(1931).
- Perekop (1932).
- gana Way (1933.
- El canto de Tsaritsyno" (1933).

Musical revolucionaria y militar, canciones populares, canciones de diferentes naciones, obras de ópera y música de cámara clásicos
- Oh, gran estepa.
- Utushka prado.
- El sueño, Dunyushka.
- Volga abajo Madre.
- En los valles y en las colinas.

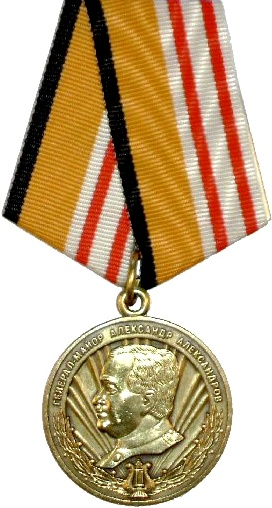
Medalla del mayor general Alexander Alexandrov a la creación y promoción de la música militar patriótica rusa y el desarrollo de la cultura musical militar.

- Tierra Salvaje, taiga desconocido.
- Caminó del héroe Urales Chapaev.
- A causa de la selva.
- Oh, Kalinushka.
- Gey en el camino.
- sordos, taiga desconocido.
- Tavern(canción del soldado estadounidense).
- Escucha, el trabajo.
- Nuestra locomotora.
- Allí, en la distancia más allá del río.
- Splash ola de frío.
- Varyag.
- La Noche.
- en berёzonka campo de pie.
- pero que no estén llovizna fina.
- te ocurrió, el sol es rojo.
- no hacer un ruido que la madre, verde Dubravushka.
- Oh, en el prado, bajo la luna.
- Kalinka.
- Suliko.
- Susidko.
- La Marsellesa.
- Senderismo.
- Tipperary.
- Coro de soldados" de Gounod.
- Oda a la alegría de Beethoven.
- silencio, silencio.
- John de Verdi .
- Eco" O. Lasso, .
- Música para la película de animación Red Riding Hood  (1937).

## Condecoraciones y reconocimientos
- Artista de Honor de la RSFSR  - Premio Estatal de la RSFSR (República Socialista Federativa Soviética de Rusia), título asignado por el Presidium del Consejo Supremo. Otorgado a Aleksandr Aleksándrov en 1937.
- Artista del Pueblo de la URSS otorgado en 1937.
- Premio Stalin de primer grado otorgado en 1942 por la composición del "Himno del Partido bolchevique" y canciones del Ejército Rojo.
- Premio Stalin de primer grado otorgado en 1946 por diferentes actividades musicales realizadas.
- Orden de Lenin  otorgada en 1943 en el marco de los 60 años y los 40 años de actividad creativa.
- Orden de la Bandera Roja del Trabajo otorgada en 1939.
- Orden de la Estrella Roja otorgada en 1935.
- Orden del León Blanco grado III de  Checoslovaquia otorgada en 1946.
- Medalla "Por la Defensa de Moscú"
- Medalla "para la victoria sobre Alemania en la Gran Guerra Patria de 1941-1945".
- Medalla "Por Valiant Trabajo en la Gran Guerra Patria de 1941-1945".
- Doctor en Artes en 1940.

## En su memoria
Con la intención de honrar y preservar la figura de Aleksandr Aleksándrov se ha dado su nombre a diferentes agrupaciones, condecoraciones y edificios. Algunos de ellos son:
- "Medalla General Mayor Aleksandr Aleksándrov" del Ministerio de Defensa de Rusia.
- El Coro del Ejército Rojo fue renombrado como "Conjunto Aleksándrov".
- En Plakhino región de Riazán llevan el nombre de Aleksandr Aleksándrov una escuela y el museo creado en su casa natal.
- Una sala de conciertos del estado "Alexander" (Moscú) se llama Aleksandr Aleksándrov.
- Varios conservatorios en toda Rusia crearon becas con su nombre.
- Aleksandr Aleksándrov figura en el "Paseo de las Estrellas" de Moscú.
- "Medalla Alexander Alexandrov a la creación musical militar-patriótica" instituida en 1971 por el Ministerio de Cultura de la URSS y de la Unión Soviética Compositores (una medalla de oro y tres de plata).
- "Medalla Alexander Alexandrov Maj" instituida en el año 2005 por el Ministerio de Defensa de la Federación Rusa.
- Monumento y conjunto escultórico en Moscú,  inaugurado en el centenario de su nacimiento.
- En el año 2014 se pone el nombre de Aleksandr Aleksándrov a la donde está el monumento ejército soviético en Riazán.